# Chiesa di Santa Maria Nuova (Pistoia)
L'ex chiesa di Santa Maria Nuova si trova a Pistoia.

## Storia e descrizione
Anche se chiusa al culto dal 1925 e adibita a magazzino, resta ancora ben visibile nel tessuto urbano. La sua struttura architettonica e soprattutto l'armonico impianto dell'abside decorato da mensole antropomorfe sul cornicione sono motivo di notevole interesse, nonostante il degrado in cui versa.
La costruzione si deve a Buono di Bonaccorso, che nel 1266 (secondo un'iscrizione nel sottogronda) edificò la chiesa, che doveva essere ben più semplice e ridotta di quella attuale. Probabilmente il nuovo edificio sostituiva la chiesa di Santa Maria in Brana, citata nel diploma di Ottone III del 998 (la Brana è un torrente che passava appena fuori dalle antiche mura). Nella prima metà del XIV secolo, con l'allargamento delle mura, la chiesa da suburbana venne a trovarsi "cittadina", venendosi a trovare a ridosso della fortezza di Santa Barbara.
Nel XV e nel XVII secolo furono infatti aggiunte le navate laterali modificando radicalmente l'impianto romanico. La parrocchia venne soppressa nel 1784, in subordine alla rinuncia del parroco, ma continuò ad essere officiata fino al 1925, nonostante che nell'Ottocento si arrivasse a chiederne la demolizione per ampliare il Corso.

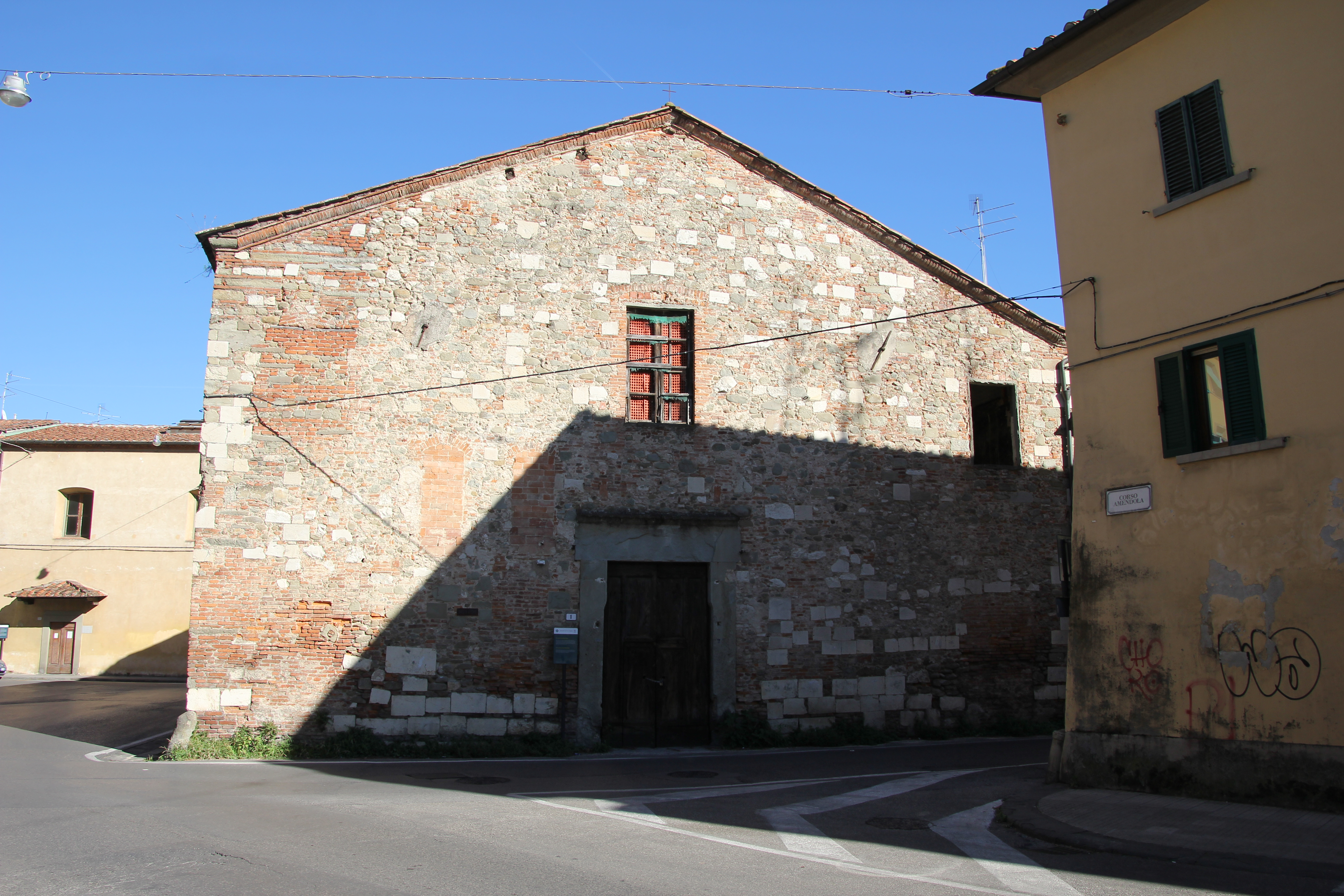
Facciata